# Strongyliceps alluaudi
Strongyliceps alluaudi is een spinnensoort in de taxonomische indeling van de hangmatspinnen (Linyphiidae).
Het dier behoort tot het geslacht Strongyliceps. De wetenschappelijke naam van de soort werd voor het eerst geldig gepubliceerd in 1936 door Jean-Louis Fage.